# Kolibki
Kolibki (deutsch Koliebken früher Koliebke, Kaschub.: Kòlibczi) ist heute ein Viertel des Stadtteils Orłowo (Adlershorst) von Gdingen (Gdynia) in der polnischen Woiwodschaft Pommern.

## Geographische Lage
Kolibki ist der südlichste Teil Gdynias und liegt direkt an der Danziger Bucht und der Kacza (Katzer Fließ). Im Süden bildet die Swelina (Grenzfließ, auch: Grenzbach oder Menzelbach) Kolibkis und Gdynias Grenze zur benachbarten Stadt Sopot (Zoppot). Im Westen liegt Mały Kack (Vorwerk Klein-Katz), im Norden Orłowo, im Osten die See. Das Ufer der Meeresküste ist hier steil.

## Geschichte

Koliebken an der Danziger Bucht, nordwestlich von Danzig und nördlich von Zoppot, auf einer Landkarte von 1910.

Koliebken gehörte seit dem frühen 14. Jahrhundert, also zur Zeit seiner Zugehörigkeit zum Deutschordensstaat Preußen, zum Besitz der Zisterzienserabtei in Oliva (pl. Oliwa). Das älteste Dokument, das Colypka (Koliebken) erwähnt, ist eine Beschreibung der Grenzen der Ländereien der Zisterze Oliva von 1323/1324. Später kam Koliebken aber als Rittergut an feudale Grundherren. Am 9. Januar 1383 verlieh der ordenspreußische Danziger Komtur Giesebrecht von Doldesheim dem Landrichter Peter von der Katze die drei Dorfschaften Colipko (Koliebken), Groß Katz (pl. Wielki Kack, kasch. Wiôldżi Kack) und Klein Katz (pl. Mały Kack, kasch. Małë Kack). Seit 1466 war Koliebken Teil Preußens königlichen Anteils. „Der Ort war aber wegen der bewaldeten Lage gefürchtet und einige Male fanden hier Überfälle von Reisenden statt.“ 1589 kam das Gut an die Ostromęcki.

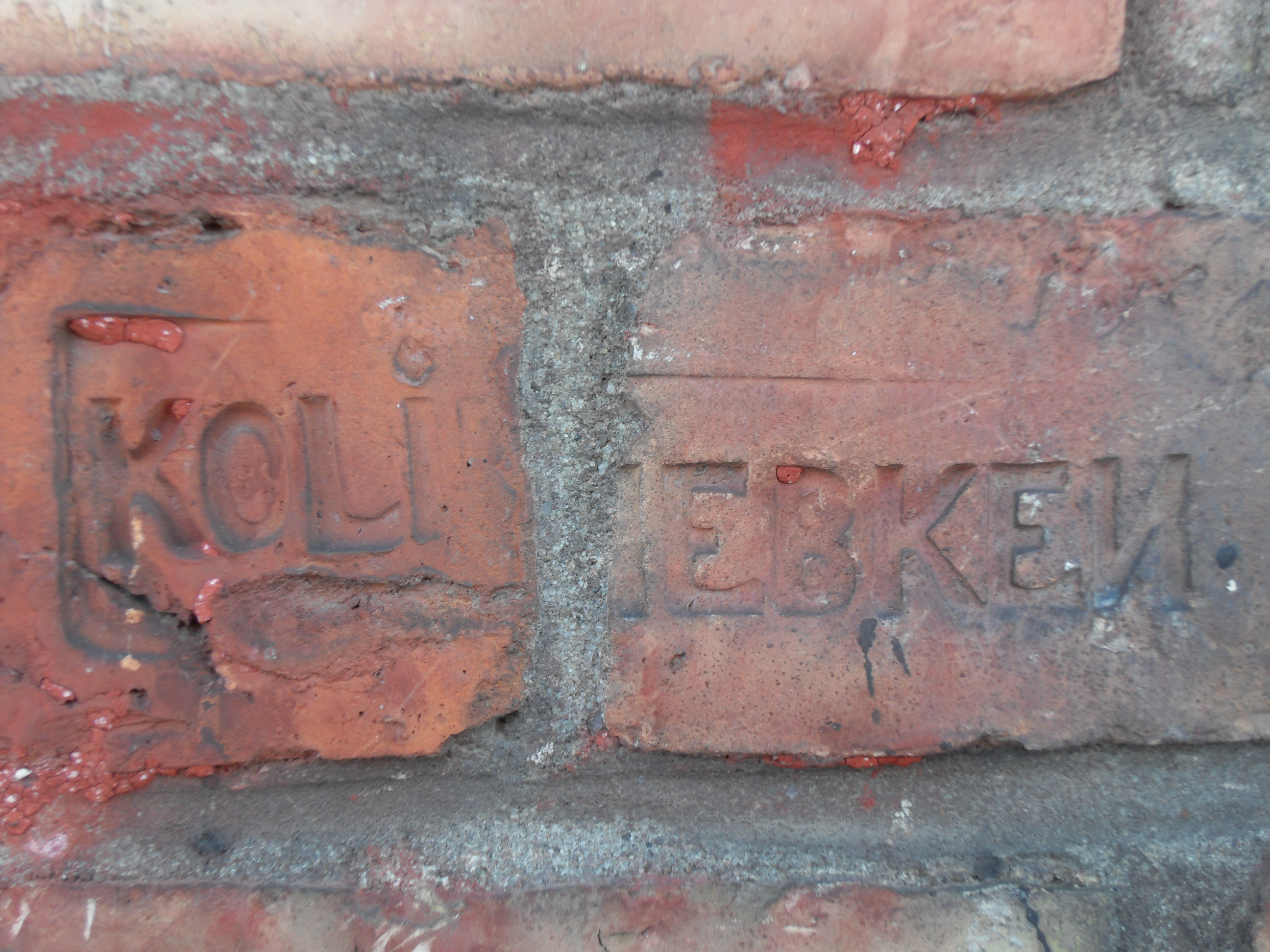
Backstein mit der Einprägung Koliebken, ehemalige Seifenfabrik in Oliva, ul. Grunwaldzka 535-537.

 1614 entstand eine große Ziegelei, zwei weitere folgten später. Den Ostromęcki folgten die Danziger Patrizier Heyne und Czirenberg/Zierenberg. 1655 saß Matthäus von Liebmann als Verwalter auf Koliebken. Danach erwarb Familie von Weiher das Gut. Als Gutsherren folgten die Radziwiłł, mit deren Tochter Katarzyna Radziwiłł Königin Marie Casimire Louise de la Grange d’Arquien befreundet war. König Johann III. Sobieski war 1677/1678 Gast der Radziwiłłs in Koliebken.

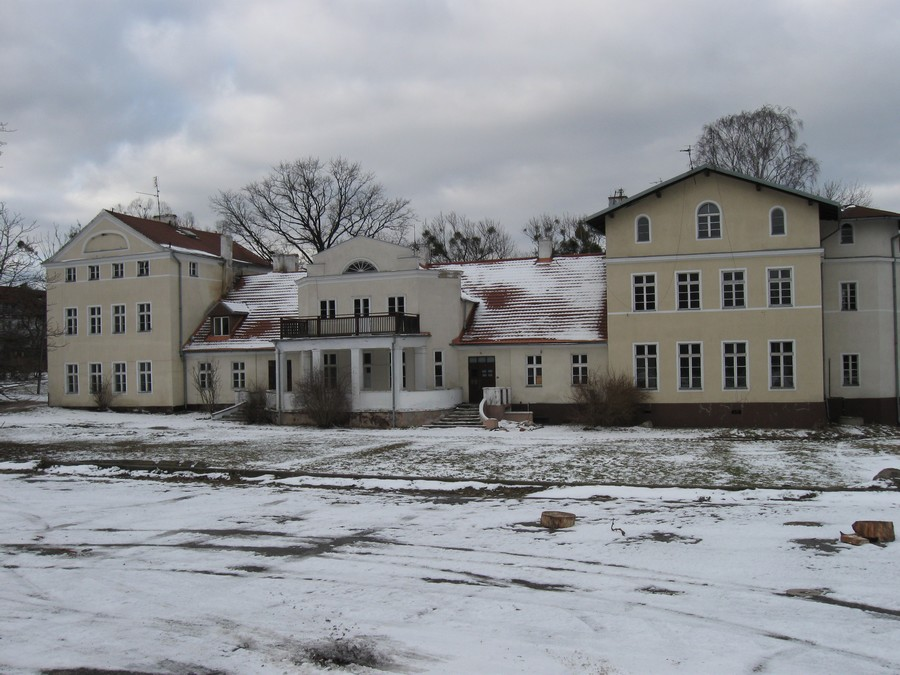
Gutshaus Koliebken.

 1685 erwarben König Johann III. und Königin Marie Koliebken. Nach Johanns III. Tod (1696) nutzte die Königinwitwe, oft Marysieńka (dt. Mariechen) genannt, Koliebken als Wohnsitz bis Herbst 1698. Sie ließ einen Park anlegen, der noch heute besteht. Später kehrte die Königinwitwe nach Frankreich zurück. Ihr Sohn Jakob Louis Heinrich verkaufte Koliebken 1716, und 1720 auch Weihersfrey und Rutzau (pl. Rzucewo, kasch. Rzucéwò) an den Grafen Peter Georg Prebendow (Piotr Jerzy Przebendowski, 1674–1755), Woiwode von Livland. Dessen Neffe General Józef Przebendowski ließ 1763 in Koliebken die katholische St. Josefskirche errichten, und zwar „als Haltestelle für die Neustädter Wallfahrts-Kompagnien …, die im Jahre 1794 zur Filiale von Quaschin erhoben wurde.“
Seit 1772 gehörte Koliebken zum Königreich Preußen und zählte laut Kontributionsregister von 1773 14 culmische Hufen und 52 Einwohner. Im Jahre 1785 wird Koliebke als ein adliges Vorwerk und Dorf an der Ostsee mit einer Papier- und Mahlmühle, drei Krügen und 61 Feuerstellen (Haushaltungen) bezeichnet.
Graf Johann Nepomuk Prebendow veräußerte Koliebken 1793 an Generalleutnant Wilhelm Magnus von Brünneck, der es 1803 wieder weiter an Daniel Gotthilf von Frantzius verkaufte. Durch Zuschlag in der Zwangsversteigerung erwarb es Alexander Maaß 1822, der das heutige Gutshaus errichten ließ. Um 1835 gab es in Koliebken zwei Eisenhämmer, eine Wassermühle und eine Papiermühle. Der Ort wurde fleißig besucht, weil man hier aus einer Grotte des steilen Ufers die See direkt zu seinen Füßen liegen hat.
1840 gründete der Fischer Johann Adler in Hochredlau nördlich Koliebkens am Katzer Fließ (Kacza) ein Gasthaus namens Adlershorst (pl. Adlerówka), bei dem er auch einen Badebetrieb aufnahm.
„Der Name Adlershorst, als Etablissement von Fremden beigelegt, wurde 1857 als offizielle amtliche Bezeichnung übernommen.“ 1861 gehörten zu Koliebken die Ziegelei Jägerhof, die Vorwerke Quarzau (pl. Chwarzno; kasch. Chwôrzno) und Wilhelmswalde, zwei Mühlen und drei Eisenhämmer und maß 57 Hufen und zählte 416 Einwohner. 1862 kaufte Hermann von Bethe Koliebken, der das Pertinens Quarzau abtrennte und weiterverkaufte. Bethe folgte der Kammerherr Wilhelm von Zitzewitz. Im Juli 1919 verkaufte Walter von Schütze Koliebken dem letzten Eigentümer Witold Kukowski (1882–1939).
Von 1818 bis 1920 gehörte der Gutsbezirk Koliebken zum Kreis Neustadt im Regierungsbezirk Danzig des Deutschen Reichs.
Nach dem Ersten Weltkrieg musste Deutschland aufgrund der 1919 von den Westalliierten festgelegten Bestimmungen des Versailler Vertrags zum Zweck der Einrichtung des Polnischen Korridors Koliebken an Polen abtreten, mit Wirkung vom 10. Januar 1920 und wie bis dahin meist üblich ohne Volksabstimmung. Ein kleineres Gebiet Koliebkens, nur 3,34 ha groß, war bei der Grenzziehung nicht an Polen gekommen und gehörte seit 6. Mai 1922 zu Zoppot. Koliebken gehörte weiter zum Kreis mit Sitz in Wejherowo (Neustadt), nunmehr Powiat Wejherowski genannt, kam aber 1927 an den neuen Powiat morski (Seekreis), beide Woiwodschaft Pommerellen. Koliebken lag nun direkt an der Grenze zum Staatsterritorium der Freien Stadt Danzig. Kukowski beherbergte General Józef Haller 1920 bei seinem Besuch in der Stadt. Kukowski parzellierte und verkaufte große Teile des Gutsterrains für Siedlungszwecke. Mitte der 1920er ließ er an der Vorderfront einen mittigen Altan anbauen. Durch die Gemeindereform 1934 wurden Koliebken und das Vorwerk Klein-Katz nach Orłowo Morskie (etwa: Adlers Ort an der See, abgeleitet von Orzeł, der polnischen Übersetzung für Adler) eingemeindet, das 1931 aus der Ortslage Adlershorst (Adlerówka) hervorgegangen war. 1935 wurde Orłowo Morskie selbst ins kreisfreie Gdingen eingemeindet.

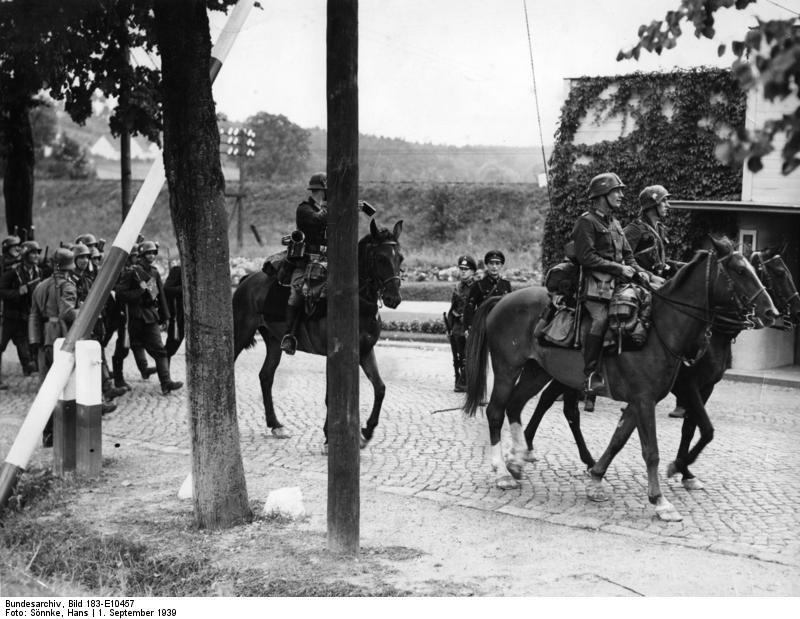
Einmarsch am Grenzübergang Koliebken, gestellte Aufnahme nach Ende der Kämpfe.

Durch den Überfall auf Polen 1939, bei dem die SS-Heimwehr Danzig am 1. September 1939 als erste Kampftruppe in Koliebken einrückte, kam das Territorium völkerrechtswidrig zum Reichsgebiet. Bei der Wiederinbesitznahme Koliebkens kam es zu Kämpfen mit Soldaten des polnischen Zweiten Marineschützen-Regiments (2 Morski Pułk Strzelców), dabei wurde die katholische St. Josefskirche zerstört. Gleich nach Einnahme Gdingens wurde Witold Kukowski, damals auch estnischer Honorarkonsul, im Zuge der so genannten Intelligenzaktion verschleppt und zusammen mit anderen beim Massaker von Piaśnica erschossen. Die Stadt Gdingen wurde zunächst in Gotenhaven, dann Gotenhafen umbenannt und als Stadtkreis dem Regierungsbezirk Danzig (Danzig-Westpreußen) in besagtem Reichsgau angegliedert, zu dem Koliebken bis 1945 gehörte.
Gegen Ende des Zweiten Weltkriegs wurde am 19. März 1945 abends für das benachbarte Zoppot Räumungsbefehl gegeben. Der am 20. März folgende sowjetische Angriff kam schnell voran. Am Morgen des 22. März erreichte die Rote Armee südlich von Koliebken die Danziger Bucht und besetzte Koliebken selbst noch am gleichen Tage. Soweit unter deutscher Besatzung zugewanderte Deutsche und einheimische Angehörige der deutschen Minderheit in Polen nicht geflohen waren, wurden sie in der darauf folgenden Zeit meist vertrieben.
Nach Kriegsende wurde in Teilen des Gutsparks ein Gartenbaubetrieb mit Gewächshäusern und einem Kesselhaus errichtet, die inzwischen beseitigt sind. Beim Ausbau der aleja Zwycięstwa (Siegesallee, Teil der Droga krajowa 6) zu einer mehrspurigen Kraftfahrstraße wurde der Friedhof um die ehemalige Josefskirche vom Gutskomplex getrennt, da er nun auf dem Mittelstreifen zwischen alter Trasse und neuer Fahrbahn liegt.

## Bevölkerungsentwicklung
| Jahr | Einwohner | Anmerkungen                                   |
| ---- | --------- | --------------------------------------------- |
| 1772 | 52        | [ 4 ]                                         |
| 1861 | 416       | [ 4 ]                                         |
| 1871 | 438       | davon 330 im Rittergut und 108 im Gut Quarzau |

## Kirchspiel bis 1945
Die Evangelischen des Gutsbezirks Koliebken gehörten zum Kirchspiel Klein Katz, die Katholiken zum Kirchspiel Groß Katz, im 19. Jahrhundert zum Kirchspiel Kölln.

## Ortsbild

### Gut Koliebken und Park Marysieńki

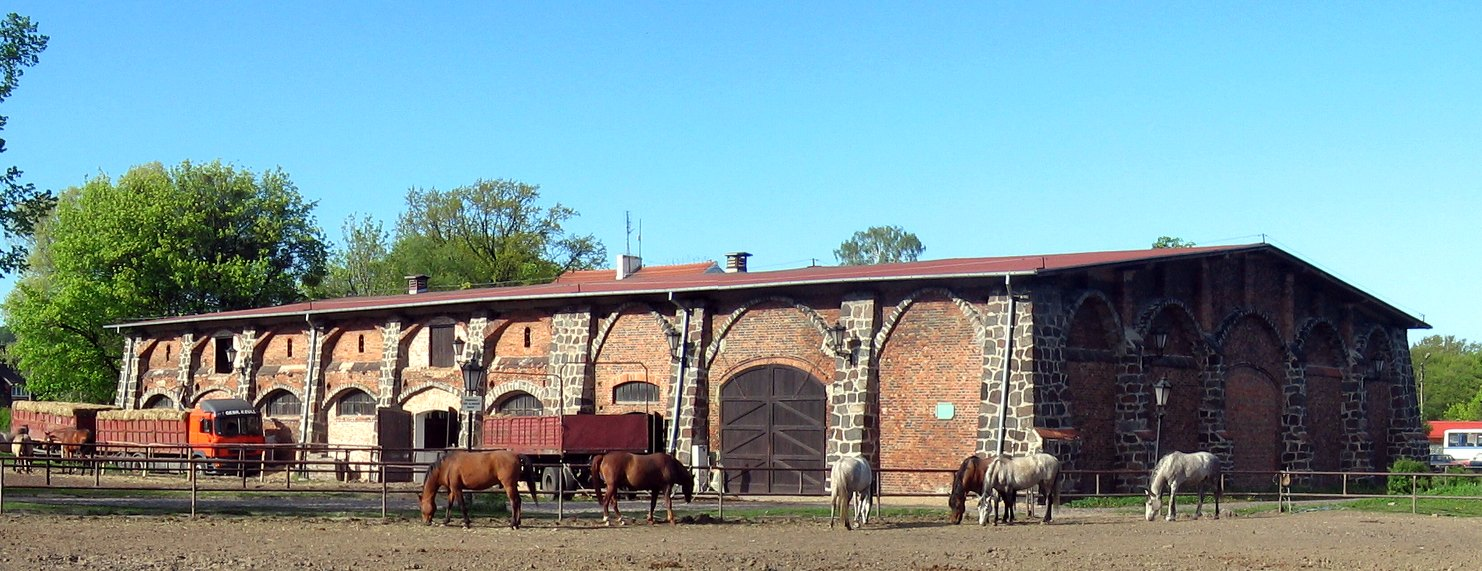
Pferdestall des Gutes Koliebken

Die Anlage des Gutes ist gut erhalten und steht seit 1982 unter Denkmalschutz. Wirtschaftsgebäude aus dem 19. Jahrhundert dienen heute einem Reiterhof. Die einst zum Gut gehörigen Anlagen, wie Ziegelei, Mühle, Schmiedehammer und Papierfabrik bestehen nicht mehr.
Der einst von Königinwitwe Marie (Marysieńka) gestaltete Gutsgarten heißt heute Park Marysieńki (Park Mariechens). Er zeichnet sich durch seinen alten Baumbestand aus. Bekannt ist die über 400-jährige Eiche Dąb Marysieńki sowie eine Esche mit 173 cm Durchmesser. Im Park befindet sich die Ruine der Grota Marysieńki (Liebesgrotte) mit Aussichtspunkt auf 40 m Höhe überm Meeresspiegel. „Die gern besuchte Koliebker Grotte soll eine Anlage des durch seinen feinen Kunstsinn berühmten Danziger Bürgermeisters Czirenberg 1635 gewesen sein.“ Der Park reicht bis an die Danziger Bucht, wo die Strandpromenade, die nach Zoppot führt, heute den Namen Witold Kukowskis trägt.

### Josefskirche

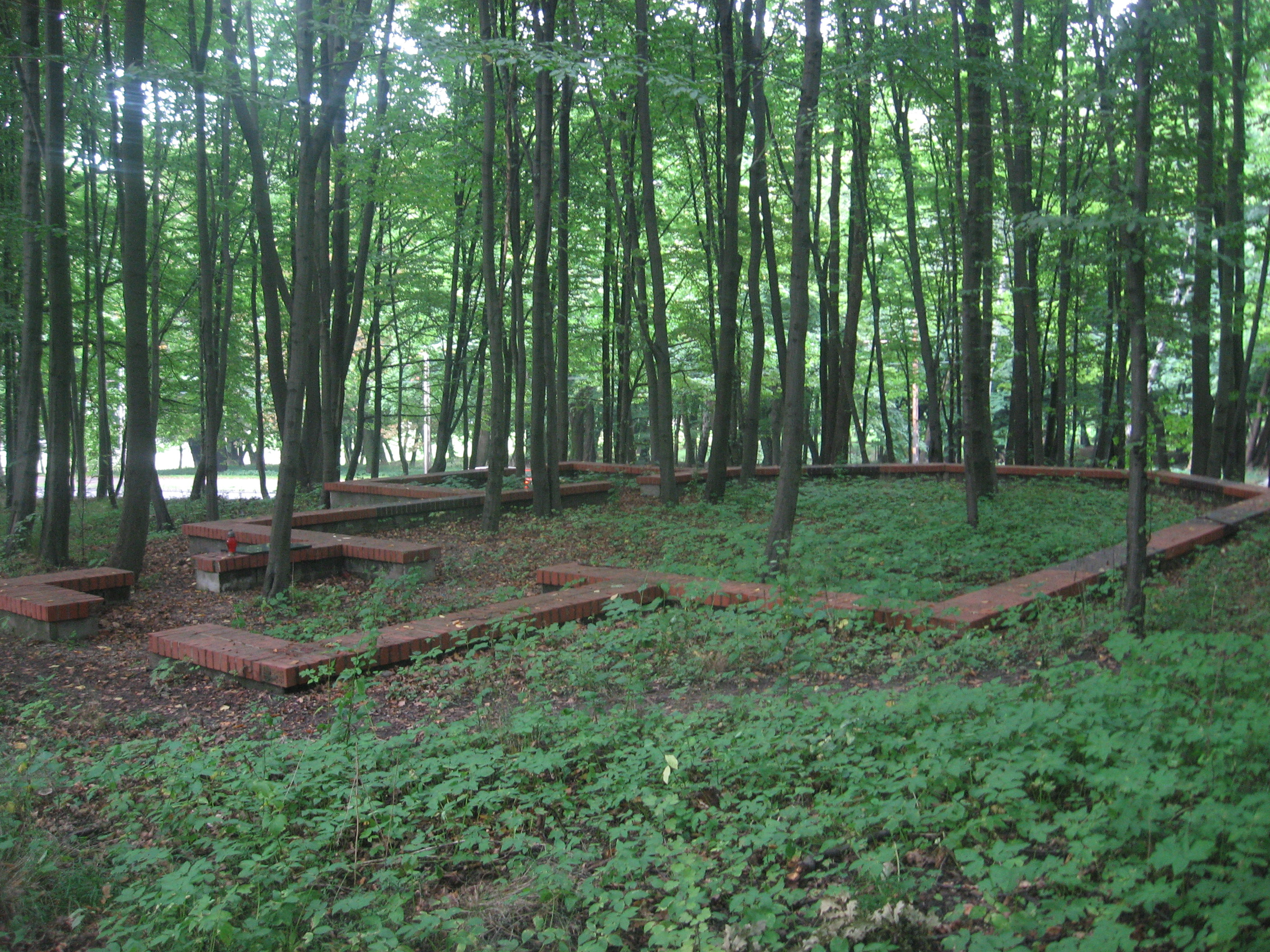
Andeutung der Umrisse der Josefskirche

Von der zerstörten St. Josefskirche (Kościół pw. św. Józefa) und dem umgebenden Friedhof finden sich heute nur noch Spuren auf dem bewaldeten Mittelstreifen der aleja Zwycięstwa (Siegesallee). Zwischen den Bäumen, die heute auf ihrem einstigen Standort wachsen, deuten niedrige Mauern die Umrisse der einstigen Kirche an. Der Beschädigung beim Überfall auf Polen folgte der Abriss der Ruine bis Anfang 1940. Das gotische Gemälde „Unserer Lieben Frau vom Sande“ aus dem frühen sechzehnten Jahrhundert, wahrscheinlich ein Geschenk der Königin Mariechen, kam in die Kirche in Witomino, wo es 1945 zerstört wurde.
Die Josefskirche wurde nicht wieder aufgebaut. Ab 1945 wurden in ganz Polen evangelische Kirchen enteignet und der katholischen Kirche übergeben. Die katholische Gemeinde übernahm 1945 im Einvernehmen mit dem Bischof von Pelplin die 1568–1572 durch Georg Rosenberg errichtete und in der zweiten Hälfte des achtzehnten Jahrhunderts wieder aufgebaute evangelische Kirche Klein-Katz (heute Kirche Unserer Lieben Frau von den sieben Schmerzen) im Vorwerk Klein-Katz, nachdem diese durch Flucht und Vertreibung ihre Gemeinde verloren hatte.

### Gefallenenehrenmal Koliebken

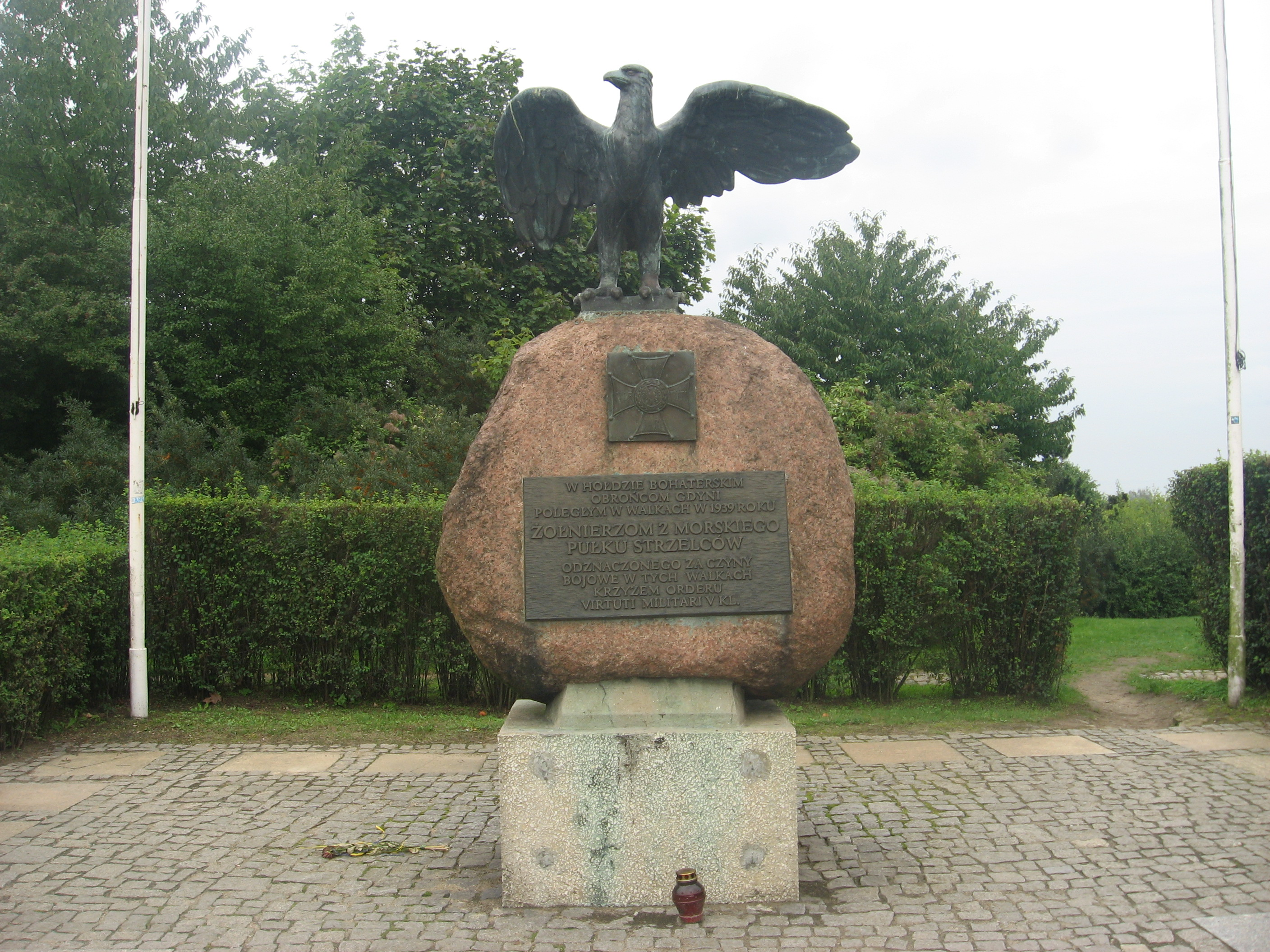
Ehrenmal für die in Koliebken gefallenen polnischen Soldaten.

In der aleja Zwycięstwa (Siegesallee) erinnert seit 19. September 1981 ein Denkmal an die Verteidiger vom polnischen Zweiten Marineschützen-Regiment, die beim Überfall der SS-Heimwehr Danzig im September 1939 in Koliebken gefallen waren. Das Ehrenmal steht auf einer Terrasse mit Panoramablick auf die Danziger Bucht.

### Motocross-Strecke und ehemalige Flak-Batterie
Auf der westlichen Straßenseite auf dem bewaldeten Moränenhügel besteht eine Motocross-Strecke und die Reste einer deutschen Flak-Batterie.